# Alejo Buenaventura González Garaño Peña
Alejo Buenaventura González Garaño Peña (Buenos Aires, 12 de diciembre de 1877 – Ib., 2 de agosto de 1946) fue un historiador argentino, bibliófilo y coleccionista de pintura, grabado, iconografía y publicaciones coloniales y del siglo XIX. 

## Biografía
Su padre, Alejo Buenaventura González Garaño e Iturriaga fue miembro de la primera Suprema Corte de Justicia de la Provincia de Buenos Aires.
Alejo nació en Corrientes 746, entre Maipú y Esmeralda, en la casa que desde 1811 perteneciera a sus ancestros Castro Ramos Mejía y Peña; en esa casa crecieron Alejo y sus cuatro hermanos, de los cuales Alfredo y Celina fueron a su turno coleccionistas. Seguramente esto obedeció a la influencia de su tío, Enrique Peña, fundador junto con Bartolomé Mitre y otros, de la Junta de Historia y Numismática (4 de junio de 1893). 
La primera adquisición importante fue la compra al Perito Francisco Pascasio Moreno  de su colección de acuarelas de Emeric Essex Vidal que, según dichos de Manuel Mujica Lainez , “definió” su colección. A partir de a allí, González Garaño dedicaría su vida a reunir documentos relativos a la iconografía argentina. Otra parte importante de su colección fueron los libros de viajeros que recorrieron la Argentina. 
Fue el responsable de las exposiciones de los pintores viajeros y criollos que iniciaron el arte nacional entre 1818 y 1865. Los ensayos, la documentación y los inventarios de obras que incluyó en los catálogos, influyeron la historiografía local durante décadas.[i]
Fue Director del Museo Histórico Nacional y miembro fundador de la Academia Nacional de Bellas Artes, Sitial 4. (enlace roto disponible en Internet Archive; véase el historial, la primera versión y la última).  Integró el Consejo de la Asociación de Amigos del Arte y fue miembro fundador de la Sociedad de Bibliófilos Argentinos, y de otras asociaciones históricas.
En 1938 se publicó la Historia de la Nación Argentina, dirigida por Ricardo Levene. En el tomo IV, González Garaño escribe un capítulo sobre iconografía argentina. Fue este un hecho novedoso en la historiografía de la época, lo que le valió el ingreso a la Academia Argentina de la Historia.

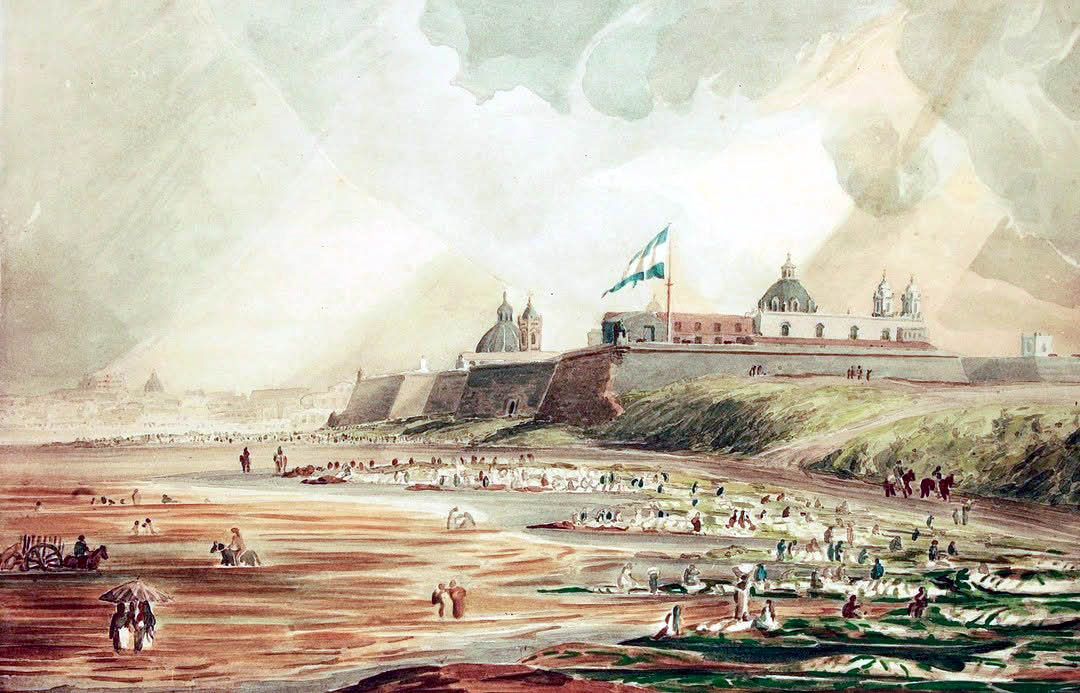
Fuerte de Buenos Aires, rivera norte -1816- Acuarela de Emeric Essex Vidal, ex colección de Alejo B. González Garaño Peña

Su conjunto excepcional de piezas, en serie de estampas, forman la iconografía de Buenos Aires y de los personajes ilustres de nuestra tradición. Los aportes en el campo de los estudios iconográficos de la historia del arte local de los pintores que trabajaron en el Río de la Plata entre 1818 y 1865, se convirtieron en material de consulta permanente, e inauguraron, en muchos sentidos, la especialización. Sus muestras, catálogos, libros e imágenes fueron fundacionales en el campo de los estudios iconográficos del siglo XIX.                                                                                                                
Su colección de pinturas, dibujos y grabados, desde la colonia hasta fines del siglo XIX fue excepcional, así como sus libros, mapas, medallas, monedas y documentos. [v]  Totalizaban más de dos mil ítems reunidos en innumerables viajes a Europa y en compras en el país.
«González Garaño representa un ejemplo paradigmático del coleccionismo volcado a lo que habitualmente se conoce como iconografía argentina.»

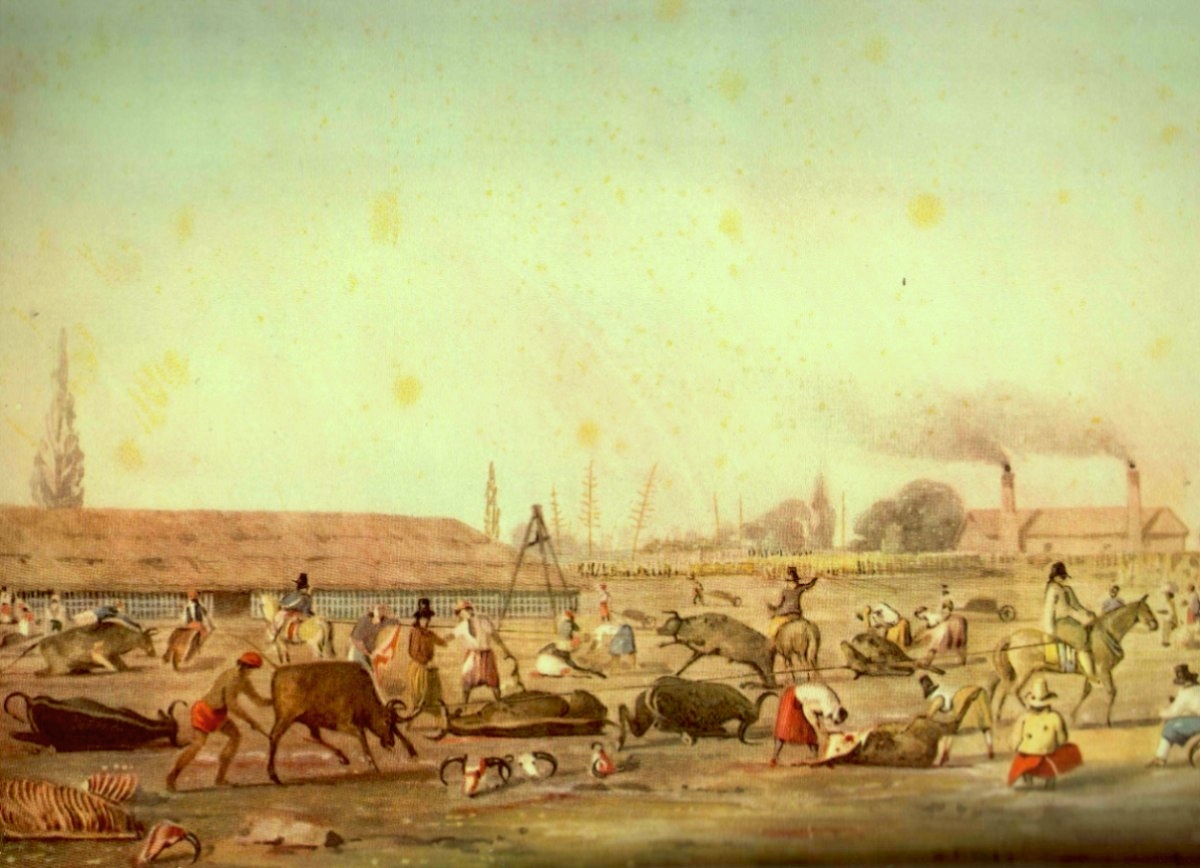
Buenos Aires Matadero -1829- Acuarela de Charles Henri Pellegrini, ex colección de Alejo B. González Garaño Peña

Alejo dominaba el segmento de consumos de los pintores viajeros y criollos de iconografía y objetos del siglo XIX.[vii]. Su colección incluía el mayor conjunto jamás reunido de grabados y pinturas de Emeric Essex Vidal , Carlos Morel, Charles Henri Pellegrini, Juan León Pallière, César Hipólito Bacle , Mauricio Rugendas, Prilidiano Pueyrredón y Adolfo D’Hastrel, entre otros. También se encargó de los catálogos, documentación y ensayos cuando organizó las exposiciones de aquellas obras en los salones de la Asociación de Amigos del Arte.                                                                                                            
Como director del Museo Histórico Nacional desde 1939 hasta su muerte en 1946, Alejo B. González Garaño dedicó varias salas a Manuel Belgrano y a Bernardino Rivadavia y un recinto al general Roca; construyó un templete para el general San Martín y dedicó una sección a la Universidad de Buenos Aires. «…Organizó salas especialmente dedicadas a próceres, creó la de presidentes argentinos y su amplia versación en el conocimiento iconográfico del pasado, del que era un inteligente apasionado y coleccionista, le facilitó la tarea de crear las galerías de láminas y grabados.» [viii]
Asimismo, otorgó al museo la organización histórico-museográfica que perduró durante casi cincuenta años, e implementó los legajos de inventario de objetos que se hallan en uso hasta la actualidad.
Publicó numerosos libros y catálogos, entre ellos:
Iconografía Argentina Colección del Buen Aire, Buenos Aires, 1944. 
Iconografía Argentina Anterior a 1820 con una noticia de la vida y obra de E.E. Vidal. Emecé Editores S.A., Buenos Aires, 1943 
Litografía Argentina de Gregorio Ibarra (1837-1852) Talleres S. A. Casa Jacobo Peuser, Buenos Aires 1941 
Bacle, litógrafo del estado, 1828-1838. Exposición de las obras de Bacle existentes en la colección de Alejo B. González Garaño. Bacle, César Hipólito. Amigos del Arte, Buenos Aires, 1933 
Acuarelas de E. E. Vidal. Buenos Aires en 1816, 1817, 1818 y 1819
Amigos del Arte, Buenos Aires, 1933 
Exposición Carlos Morel. (1813-1894) Amigos del Arte, Buenos Aires, 1933 
Exposición de aspectos del Cabildo, Fuerte, Catedral, Recova y Plaza de Mayo
Comisión Nacional de Museos y Monumentos y Lugares Históricos, Buenos Aires, 1940 
Iconografía de Rivadavia Instituto Bonaerense de Numismática y Antigüedades, Buenos Aires,1945
[i]  MALBA – Fundación Constantini, Amigos del Arte 1924-1942. Buenos Aires, 2008 
[ii] González Garaño, Alejo. Academia Nacional de Bellas Artes de Argentina (ANBA). Consultado el 13 de diciembre de 2023.
[iii]   MALBA – Fundación Constantini, Amigos del Arte 1924-1942. Buenos Aires, 2008.
[iv]    Lic. Marcelo E. Pacheco, “Coleccionismo de Arte en Buenos Aires, 1924-1942”, EL ATENEO 2013 Coleccionismo de Arte en Buenos Aires.
http://www.conicet.gov.ar/new_scp/detalle.php?keywords=&id=27740&congresos=yes&detalles=yes&congr_id=217563
[vi] http://www.conicet.gov.ar/new_scp/detalle.php?keywords=&id=27740&congresos=yes&detalles=yes&congr_id=217563
[vii]  Lic. Marcelo E. Pacheco, “Coleccionismo de Arte en Buenos Aires, 1924-1942”, EL ATENEO 2013 Coleccionismo de Arte en Buenos Aires.
[viii]   http://repositorio.educacion.gov.ar/dspace/bitstream/handle/123456789/94646/EL000141.pdf?sequence=1
[ix]  https://museohistoriconacional.cultura.gob.ar/institucional/historia-del-museo/